# Abutilon piurense
Abutilon piurense är en malvaväxtart som beskrevs av Oskar Eberhard Ulbrich. Abutilon piurense ingår i släktet klockmalvor, och familjen malvaväxter. Inga underarter finns listade i Catalogue of Life.